# Cupa Intercontinentală FIFA 2024
Cupa Intercontinentală FIFA 2024 este ediția inaugurală a Cupei Intercontinentale FIFA, un turneu anual de fotbal pentru asociații de cluburi organizat de FIFA. Turneul va cuprinde cele șase echipe care au câștigat ediția anterioară a campionatelor continentale din fiecare confederație FIFA, jucând între ele într-o categorie cu eliminație simplă. Este programat să aibă loc în decembrie 2024, cu primele runde pe un stadion de acasă pentru o echipă și runde ulterioare într-un loc neutru. 
Turneul servește ca înlocuitor pentru versiunea anuală a Cupei Mondiale a Cluburilor FIFA, care a fost reorganizată într-un turneu quadrienal cu mai mulți participanți. Numele său este derivat din fosta Cupă Intercontinentală care a fost disputată ultima dată în 2004 între echipe din UEFA și CONMEBOL. Cupa Intercontinentală FIFA va include calificarea directă în finală pentru câștigătorii Ligii Campionilor UEFA. Formatul și numele turneului au fost aprobate de Consiliul FIFA pe 17 decembrie 2023.  

## Format
Formatul turneului a fost aprobat de Consiliul FIFA pe 17 decembrie 2023. 
- Prima rundă: Câștigătorul Ligii Campionilor AFC 2023–24 sau Ligii Campionilor CAF 2023–24 (determinată prin tragere la sorți) îl va găzdui pe câștigătorul Ligii Campionilor OFC 2024.
- Al doilea tur: câștigătorul Ligii Campionilor AFC 2023–24 sau al Ligii Campionilor CAF 2023–24 îl va găzdui pe câștigătorul primei runde. Câștigătorul Cupei Campionilor CONCACAF 2024 și câștigătorul Cupei Libertadores 2024 vor juca pe stadionul de acasă al uneia dintre echipe.
- Play-off: Câștigătorii meciurilor din turul al doilea vor juca într-un loc neutru.
- Finală: Câștigătorul rundei de play-off va juca cu câștigătorul Ligii Campionilor din 2023-2024 într-un loc neutru.

## Echipe calificate
| Echipă                             | Confederație    | Calificare                                     | Data calificată   |
| Intră în finală                    | Intră în finală | Intră în finală                                | Intră în finală   |
| ---------------------------------- | --------------- | ---------------------------------------------- | ----------------- |
| Real Madrid                        | UEFA            | Câștigători ai Ligii Campionilor UEFA 2023–24  | 1 iunie 2024      |
| Intrând în turul doi               |                 |                                                |                   |
| Pachuca                            | CONCACAF        | Câștigători ai Cupei Campionilor CONCACAF 2024 | 2 iunie 2024      |
| Botafogo                           | CONMEBOL        | Câștigători ai Cupei Libertadores 2024         | 30 noiembrie 2024 |
| Intrarea în prima sau a doua rundă |                 |                                                |                   |
| Al Ain Club                        | AFC             | Câștigători ai Ligii Campionilor AFC 2023–24   | 25 mai 2024       |
| Al Ahly                            | CAF             | Câștigători ai Ligii Campionilor CAF 2023-2024 | 26 mai 2024       |
| Intrând în prima rundă             |                 |                                                |                   |
| Auckland City                      | OFC             | Câștigători ai Ligii Campionilor OFC 2024      | 24 mai 2024       |

## Meciuri
Programul meciurilor a fost confirmat pe 26 august 2024.

### Prima rundă
| Al Ain                                                                       | 6–2    | Auckland City           |
| ---------------------------------------------------------------------------- | ------ | ----------------------- |
| - Cardoso 6' - Gassama 11' - Palacios 45+1' - Rahimi 78', 90+4' - Kaku 90+2' | Raport | - Lagos 43' - Bevan 54' |

### A doua rundă
| Al Ahly                                          | 3–0    | Al Ain |
| ------------------------------------------------ | ------ | ------ |
| - Abou Ali 32' - Ashour 55' - Magdy 90+2' (pen.) | Raport |        |

| Botafogo | 0–3    | Pachuca                                 |
| -------- | ------ | --------------------------------------- |
|          | Raport | - Idrissi 50' - Deossa 67' - Rondón 80' |

### Play-off
| Pachuca                                                                   | 0–0 (d.p.) | Al Ahly                                                                  |
| ------------------------------------------------------------------------- | ---------- | ------------------------------------------------------------------------ |
|                                                                           | Raport     |                                                                          |
| - Rondón - Bastón - Cabral - Idrissi - Deossa - Montiel - Rodríguez - Gil | 6–5        | - Magdy - Rabia - Attia - Kahraba - Kamal - El Solia - Tau - Abdelfattah |

### Finala
| Real Madrid                                      | 3–0    | Pachuca |
| ------------------------------------------------ | ------ | ------- |
| - Mbappé 37' - Rodrygo 53' - Vinícius 84' (pen.) | Raport |         |

| Real Madrid | Pachuca |

| GK              | 1  | Thibaut Courtois    |  |     |
| RB              | 17 | Lucas Vázquez (c)   |  | 88' |
| CB              | 14 | Aurélien Tchouaméni |  |     |
| CB              | 22 | Antonio Rüdiger     |  |     |
| LB              | 20 | Fran García         |  |     |
| CM              | 8  | Federico Valverde   |  |     |
| CM              | 6  | Eduardo Camavinga   |  | 61' |
| RW              | 11 | Rodrygo             |  | 70' |
| AM              | 5  | Jude Bellingham     |  | 88' |
| LW              | 7  | Vinícius Júnior     |  |     |
| CF              | 9  | Kylian Mbappé       |  | 61' |
| Substitutes:    |    |                     |  |     |
| GK              | 13 | Andriy Lunin        |  |     |
| GK              | 26 | Fran González       |  |     |
| DF              | 18 | Jesús Vallejo       |  |     |
| DF              | 29 | Yusi                |  |     |
| DF              | 35 | Raúl Asencio        |  | 88' |
| DF              | 39 | Lorenzo Aguado      |  |     |
| MF              | 10 | Luka Modrić         |  | 70' |
| MF              | 15 | Arda Güler          |  | 88' |
| MF              | 19 | Dani Ceballos       |  | 61' |
| FW              | 16 | Endrick             |  |     |
| FW              | 21 | Brahim Díaz         |  | 61' |
| Manager:        |    |                     |  |     |
| Carlo Ancelotti |    |                     |  |     |

| GK               | 25 | Carlos Moreno      |       |     |
| RB               | 24 | Luis Rodríguez     |       | 75' |
| CB               | 2  | Sergio Barreto     |       |     |
| CB               | 33 | Andrés Micolta     |       |     |
| LB               | 8  | Bryan González     |       |     |
| CM               | 28 | Elías Montiel      |       |     |
| CM               | 5  | Pedro Pedraza      | 51'   |     |
| RW               | 6  | Nelson Deossa      |       | 88' |
| AM               | 26 | Alán Bautista      |       | 75' |
| LW               | 11 | Oussama Idrissi    |       | 88' |
| CF               | 23 | Salomón Rondón (c) | 90+3' |     |
| Substitutes:     |    |                    |       |     |
| GK               | 12 | David Shrem        |       |     |
| GK               | 31 | José Eulogio       |       |     |
| DF               | 3  | Alonso Aceves      |       |     |
| DF               | 22 | Gustavo Cabral     |       |     |
| DF               | 32 | Carlos Sánchez     |       | 75' |
| DF               | 35 | Jorge Berlanga     |       |     |
| MF               | 10 | Ángel Mena         |       | 75' |
| MF               | 14 | Alfonso González   |       |     |
| MF               | 30 | Sergio Hernández   |       | 88' |
| MF               | 40 | José Saldívar      |       |     |
| FW               | 7  | Faber Gil          |       |     |
| FW               | 9  | Borja Bastón       |       |     |
| FW               | 18 | Alexéi Domínguez   |       | 88' |
| FW               | 27 | Owen González      |       |     |
| FW               | 29 | Sergio Aguayo      |       |     |
| Manager:         |    |                    |       |     |
| Guillermo Almada |    |                    |       |     |

| Arbitrii asistenți: Jorge Urrego (Venezuela) Tulio Moreno (Venezuela) Al patrulea oficial: Iván Barton (El Salvador) Arbitrul de rezervă: David Moran (El Salvador) Arbitrii asistenți VAR: Juan Soto (Venezuela) Arbitrul asistent VAR: Tatiana Guzmán (Nicaragua) Asistentul arbitrului VAR: Rob Dieperink (Țările de Jos) | Format:Match rules |

## Marcatori
Tabelul corect din 14 decembrie 2024.
| Rank | Player          | Team          | Goals |
| ---- | --------------- | ------------- | ----- |
| 1    | Soufiane Rahimi | Al Ain        | 2     |
| 2    | Wessam Abou Ali | Al Ahly       | 1     |
| 2    | Emam Ashour     | Al Ahly       | 1     |
| 2    | Myer Bevan      | Auckland City | 1     |
| 2    | Fábio Cardoso   | Al Ain        | 1     |
| 2    | Nelson Deossa   | Pachuca       | 1     |
| 2    | Sékou Gassama   | Al Ain        | 1     |
| 2    | Oussama Idrissi | Pachuca       | 1     |
| 2    | Kaku            | Al Ain        | 1     |
| 2    | Jerson Lagos    | Auckland City | 1     |
| 2    | Mohamed Magdy   | Al Ahly       | 1     |
| 2    | Matías Palacios | Al Ain        | 1     |
| 2    | Salomón Rondón  | Pachuca       | 1     |